# Johann Wilhelm Joseph Braun
Johann Wilhelm Joseph Peter Braun (* 27. April 1801 in Haus Gronau bei Düren; † 30. September 1863 in Bonn) war ein deutscher katholischer Kirchenhistoriker.

## Leben
Johann Wilhelm Joseph Braun studierte in Bonn, Breslau und Wien und wurde 1825 zum Priester geweiht. 1828 wurde er als Repetent am Konvikt in Bonn angestellt. 1829 wurde er außerordentlicher, 1833 ordentlicher Professor der Kirchengeschichte an der Universität Bonn. Durch das päpstliche Verdammungsbreve über seinen Meister Georg Hermes in seiner Tätigkeit gehemmt, unternahm er 1837 mit Peter Joseph Elvenich eine vergebliche Reise nach Rom, um eine Revision des Hermesianischen Prozesses zu erwirken, und wurde, weil er sich dem Verdammungsurteil nicht unterwerfen wollte, 1843 mit seinem Kollegen Johann Heinrich Achterfeld vom Erzbischof suspendiert.
Vom 18. Mai 1848 bis zum 30. Mai 1849 vertrat er als Abgeordneter für den 22. Wahlkreis Rheinland Düren in der Deutschen Nationalversammlung, wo er zum Pariser Hof zählte. 1850 wurde er Abgeordneter im Volkshaus des Erfurter Unionsparlaments und gehörte ab 1852 dem preußischen Abgeordnetenhaus an.
Seit 1847 gehörte er dem Vorstand des Vereins von Altertumsfreunden im Rheinlande an. Er schrieb zahlreiche Abhandlungen in den Bonner Jahrbüchern des Vereins.

## Schriften (Auswahl)
- Biographische Notizen über Clemens-August von Droste-Hülshoff, gewesenen Doktor der Philosophie und beider Rechte an der Juristenfakultät der Rheinischen Friedrich-Wilhelms-Universität und Beisitzer des dasigen Spruch-Collegii. Köln 1833 (s2w.hbz-nrw.de).
- Die Lehren des sog. Hermesianismus über das Verhältnis von Vernunft und Offenbarung. 1835.
- mit Peter Joseph Elvenich: Acta Romana. 1838.
- Bibliotheca regularum fidei. 2 Bände. Bonn 1844.
- Meletemata theologica. Hannover 1837.
- Acta romana. Hannover 1838.
- Erklärung des antiken Sarkophags in Trier. Bonn 1850.
- Die Kapitole. Bonn 1849.
- Raffaels Disputa. Düsseldorf 1859 (urn:nbn:de:hbz:061:1-512780).
- Das Minoritenkloster und das neue Museum zu Köln. 1862.